# Lonnie Austin
Lonnie William Austin (* 30. März 1905 in Leaksville, North Carolina; † 3. April 1997) war ein US-amerikanischer Old-Time-Musiker. Austin war unter anderem Fiddler für Charlie Poole und H.M. Barnes’ Blue Ridge Ramblers.

## Leben
Geboren 1905 in Leaksville, spielte Austin bereits mit sechs Jahren Klavier und Kunstharmonium. Mit Hilfe seines Onkels erlernte er außerdem Gitarre und kaufte sich von dem Geld, das er als Schuhputzer verdiente, eine eigene Gitarre. Die Carolina Cotton and Woolen Mills Company, einem großen Textilfabrikant in der Gegend, bot Musikstunden für die Arbeiter und deren Familien an, sodass Austin auch lernte, Fiddle zu spielen und von Paul Manker, dem Musikdirektor des Unternehmens, erst als Gitarrenstimmer und später als sein Assistent einstellte.
Um seinen Lebensunterhalt zu verdienen, arbeitete Austin zunächst wie die meisten Musiker der Gegend in den Textilfabriken um Leaksville. Er freundete sich mit den Fiddlern Will Heffinger und Dan Carter an, die ihm beibrachten, in einem klaren, glatten Stil zu spielen. Als junger Mann spielte er bereits Klavier in einer Dixieland-Jazz-Band und unterstützte Stringbands bei Barn Dances. Schon kurz danach wurde er zu einem bekannten und gefragten Sessionmusiker.
Mit 22 Jahren spielte Austin seine ersten Plattenaufnahmen ein. Kelly Harrell hatte ihn für eine Session für Victor Records im August 1927 als Fiddler für dessen Band, der Virginia String Band, ausgewählt. Im Juni 1928 wurde er als Pianist für H.M. Barnes‘ Blue Ridge Ramblers engagiert und tourte mit dieser Band an der Ostküste der USA. Bereits einen Monat nachdem er Mitglied der Blue Ridge Ramblers geworden war, stieg er ebenfalls als Fiddler in Charlie Pooles Band, den North Carolina Ramblers, ein, spielte mit ihnen zwischen Juli 1928 und Mai 1929 ungefähr 30 Stücke ein und ging mit Poole auf Tournee. Bei den Sessions wurde Austin ab Januar 1930 von Odell Smith als Fiddler abgelöst.
Nach Pooles Tod im März 1931 arbeitete Austin weiterhin als Musiker. Mit den Four Pickled Peppers und den Weaver Brothers machte er zudem einige Plattenaufnahmen. Seine letzte Session hielt er 1939 mit den Four Pickled Peppers ab. Er starb am 3. April 1997.